# Озюм В'ячеслав Анатолійович
В'ячеслав Анатолійович Озюм (нар. 9 березня 1988, Нікополь, Дніпропетровська область, УРСР) — український футболіст, півзахисник.

## Життєпис
Вихованець нікопольського «Колоса». Окрім вище вказаного клубу у ДЮФЛУ виступав за київські клуби «Динамо» та «Локомотив-МСМ-ОМІКС», а також «Горизонт» (Нікополь) та «Металург» (Запоріжжя). Дрослу футбольну кар'єру розпочав 2006 року в складі «Електрометалурга-НЗФ», який виступав в аматорському чемпіонаті України. Наступного року перейшов у «Кривбас», де в складі дублюючого складу зіграв 27 матчів. Виступав також в оренді за «Нікополь» у чемпіонаті Дніпропетровської області. Влітку 2008 року відправився в оренду до «Полтави». У футболці «городян» дебютував 29 серпня 2008 року в переможному (1:0) домашньому поєдинку 7-го туру групи Б Другої ліги України проти запорізького «Металурга-2». В'ячеслав вийшов на поле на 73-й хвилині, замінивши Дмитра Батусова. Дебютним голом на професіональному рівні відзначився 26 листопада 2008 року на 90+2-й хвилині переможного (4:0) поєдинку 21-го туру групи Б Другої ліги проти «Сум». Озюм вийшов на поле на 79-й хвилині, замінивши Сергія Бербата. У першій половині сезону 2008/09 років зіграв 8 матчів (1 гол) у Другій лізі України. Наступного року знову виступав за «Нікополь» в обласному чемпіонаті.
Влітку 2009 року виїхав до молдови, де уклав договір з «Ністру». Дебютував за команду з Атак 25 липня 2009 року в програному (1:2) домашньому поєдинку 4-го туру Національного дивізіону проти кишинівської «Академії». У липні—вересні 2008 року зіграв 8 матчів у чемпіонаті Молдови. Потім повернувся до України, де грав за «Колос» (Нікопольський район) в чемпіонаті Дніпропетровської області. Влітку 2011 року знову виїздить за кордон, цього разу до Литви, де підписує контракт з «Мажейкяєм». Дебютував за команду 30 липня 2011 року в переможному (1:0) домашньому поєдинку 19-го туру А-ліги проти «Клайпеди». Озюм вийшов на поле на 74-й хвилині, замінивши свого співвітчизника Віктора Довбиша. Єдиним голом за «Мажейкяй» відзначився на 76-й хвилині переможного (3:2) домашнього поєдинку 28-го туру А-ліги проти «Каунаса». В'ячеслав вийшов на поле на 69-й хвилині, замінивши свого співвітчизника Антона Піркавця. В литовській А-лізі зіграв 7 матчів, в яких відзначився 1 голом.
Наприкінці березня 2012 року підписав контракт з ПФК «Суми». У футболці сумського клубу дебютував 12 квітня 2012 року в нічийному (1:1) виїзному поєдинку 18-го туру групи А Другої ліги проти хмельницького «Динамо». Озюм вийшов на поле на 60-й хвилині, замінивши Олександра Морозова. Дебютним голом за «городян» відзначився 15 травня 2012 року на 18-й хвилині переможного (3:1) виїзного поєдинку 24-го туру групи А Другої ліги проти франківського «Прикарпаття». В'ячеслав вийшов на поле в стартовому складі, а на 42-й хвилині його замінив Олександр Морозов. Загалом у складі сумського колективу в чемпіонатах України зіграв 21 матч (2 голи), ще 1 поєдинок провів у кубку України.
У лютому 2013 року побував на перегляді в «Миколаєві», але гравцем клубу так і не став. Зрештою, взимку 2013 року перейшов у «Кристал». Дебютував за херсонський колектив 13 квітня 2013 року в переможному (2:1) домашньому поєдинку 1-го туру третьої групи Другої ліги проти ялтинської «Жемчужини». Озюм вийшов на поле на 77-й хвилині, замінивши Максима Грамма, а на 86-й хвилині відзначився дебютним голом за нову команду. У липні 2013 року був близьким до переходу в краматорський «Авангард», але угода зірвалася. У команді виступав з квітня по травень 2013 року, за цей час у Другій лізі зіграв 5 матчів (3 голи). 19 липня 2013 року перейшов у «Славутич», у футболці якого зіграв 4 матчі (3 у Другій лізі, з яких 1 — у стартовому складі, а також 1 поєдинок у кубку України). У першій половині серпня 2013 року залишив команду й повернувся в «Кристал». Після повернення провів 8 матчів у Другій лізі. У лютому 2014 року вільним агентом залишив херсонський клуб.
У 2014 році захищав кольори аматорського колективу «Перемога» (Нікополь). На початку березня 2015 року перейшов у «Нікополь». У складі клубу з однойменного міста зіграв 1 поєдинок, 18 квітня 2015 року в рамках 19-го туру Другої ліги проти Черкаського Дніпра (програний нікопольцями з рахунком 0:4). Озюм вийшов на поле на 79-й хвилині, замінивши Артема Гайдаша. По завершенні сезону 2014/15 років закінчив кар'єру футболіста.

## Досягнення
«Суми»
- Друга ліга України
  -  Чемпіон (1): 2011/12 (група «А»)